# Zoe Eisele-Szűcs
Zoe Eisele-Szűcs (n. 8 iulie 1948, Oradea) este un pictor și scenograf român.

## Biografie
- Membru al Uniunii Artistilor Plastici (UAP)și UNITER [1].
- A lucrat ca pictor-scenograf la Teatru lde Marionete, între 1973-1996, montând peste 100 de spectacole. Scenografii de la „Giumbuș Măgăruș” la „D-l Goe”, „Trufaldino și aiuritele fantasme”, până la „Eu și lumea 93”, „Tinerețe fără bătrânețe”, multe fiind premiate.

## Expoziții

### Expoziții de grup în străinătate
- 1974, 1989, Iugoslavia, Zrenjanin.
- 1983, 1997, 2000, Ungaria.
- 1998, Danemarca.
- 1999, Italia

### Expoziții personale de pictură
- 1974, 1977, 1980, 1986, 1989, 1997, 2004 Arad.
- 1990, Saarbrücken, Germania.
- 1992, Asona, Elveția.

### Workshop-uri pentru copii
- 1990, Saarbrücken, Germania.
- 1992, Ascona, Elveția.
- 1995, Arad, Resocializarea copiilor orfan.
- 1997, Ungaria.

## Premii
- Premiiul artiștilor plastici Filiala Arad.
- 1999 primește „Premiul Special pentru imagine expresionistă în pictură”.

- Are lucrări în colecții de stat și particulare în România, Germania, Franța, Ungaria, Rusia, Elveția ș.a.

## Lucrări și cronică
|  | Zoe Eiszele-Szucs, pare a nu se mai afla sub imperiul acelei angoase existențiale care a marcat creația sa anterioară. Acea notă, tulburătoare de tragism disimulat sub învelișul unui cromatism somptuos care propulsase arta sa în conștiința publică nu a dispărut cu totul. Din câteva portrete executate în ulei, acuarelă sau guașă, ne privesc aceleași chipuri din trecut, cu același ochi peste măsură de mari, pentru a cuprinde întreaga mirare a ființei uman. Cu sentiment fratern, cu compasiune și durere, a căutat să imortalizeze destine în derivă, făpturi cu priviri dilatate, bântuite de furtuni interioare, care s-au profilat enigmatic pe fundaluri nocturne sau pluteau halucinant în spațiu, mânate de vârtejuri cosmice, în cadențe suprarealiste. | — 1999, Negoiță Lăptoiu |